# Sundanci
Sundanci su austronezijski narod iz skupine malajsko-polinezijskih naroda kojem je domovina zapadni dio otoka Jave u Indoneziji. Danas ih ima 40 milijuna. Druga su po brojnosti nacionalnost u Indoneziji. Sundanci su većinom muslimani. Govore sundskim jezikom. Na svom jeziku nazivaju se Urang Sunda i Suku Sunda. Na službenom indonezijskom zovu se Orang Sunda. Služe se javanskim kalendarom. 

## Vjera
Sundanci su većinom muslimani. Stara tradicionalna vjera Sundanaca je sunda wiwitan. Ostale vjere kod Sundanaca su protestantizam, rimokatoličanstvo, budizam i hinduizam.